# Marków-Towarzystwo
Marków-Towarzystwo – wieś w Polsce położona w województwie mazowieckim, w powiecie żyrardowskim, w gminie Mszczonów.
W skład sołectwa Marków-Towarzystwo wchodzą także wsie Czekaj i Lublinów.
W latach 1975–1998 miejscowość administracyjnie należała do województwa skierniewickiego.